# Riejanne Markus
Riejanne Markus (ur. 1 września 1994 w Diemen) – holenderska kolarka szosowa i torowa, dwukrotna medalistka mistrzostw świata.

## Kariera
Pierwsze sukcesy w karierze osiągnęła w 2017 roku, kiedy wygrała wyścigi Omloop van Borsele i Gracia–Orlová. Na rozgrywanych dwa lata później szosowych mistrzostwach świata w Harrogate zdobyła złoty medal w drużynowej jeździe na czas. Wynik ten powtórzyła podczas mistrzostw Europy w Alkmaar. Kolejny medal zdobyła na mistrzostwach świata w Leuven w 2021 roku, gdzie była druga w drużynowej jeździe na czas. Była także trzecia w indywidualnej jeździe na czas na mistrzostwach Europy w Berlinie w 2022 roku. 
Ponadto była druga w Bloeizone Fryslân Tour w 2022 roku i czwarta w Madrid Challenge by la Vuelta w 2023 roku.